# Mezilesí (okres Náchod)
Obec Mezilesí (německy Metzles) se nachází v okrese Náchod, kraj Královéhradecký. Žije zde 251 obyvatel.

## Historie
Ves je v písemných pramenech poprvé zmiňována k 30. srpnu 1403. Tímto dnem je datováno zřízení nového oltáře na paměť zesnulého pana Beneše Silného z Dubé v náchodském kostele sv. Vavřince, přičemž existence tohoto nového záduší měla být po hmotné stránce zajišťována z poddanských platů 11 usedlostí v Mezilesí a 8 v sousední Sendraži.
Obě vesnice sice měly podle původní dohody zůstat součástí krčínského panství, ale pouto ke krčínské vrchnosti se zřejmě už v průběhu 15. století uvolnilo a větší díl Mezilesí začalo jako svůj majetek spravovat město Náchod. Menší část patřila až do roku 1848 ke krčínskému, později k novoměstskému panství, (původně 2 usedlosti, na jejichž půdě okolo roku 1800 vznikly další 4 chalupy). K roku 1654 bylo ve vsi evidováno celkem 17 usedlostí, z toho však téměř polovinu tvořila drobná hospodářství bez půdy. Horské zemědělství těžko mohlo zajistit dostatečné výnosy, a tak pro rozrůstající se obec nabývala od 18. století na významu domácká textilní výroba, především tkalcovství (roku 1757 evidováno 10 tkalců).
Zalidnění vesnice dosáhlo vrcholu ve třetí čtvrtině 19. století (1869), kdy zde žilo více než 550 obyvatel, poté se už stále jen snižovalo. Za školní výukou musely zprvu místní děti docházet do Slavoňova, k němuž byla ostatně obec od počátku 19. století přifařena (předtím Nový Hrádek). Vlastní škola fungovala v Mezilesí od roku 1864 (v č. 45), nová školní budova byla otevřena v roce 1887. Výstavbou školy se stavební rozvoj obce na téměř 100 let zastavil. Nové rodinné domky začaly vznikat až v 70. letech 20. století.
Ničivý požár Drah v roce 1879 našel po šesti letech mimo jiné odezvu ve zřízení Sboru dobrovolných hasičů (1885). Počátkem 20. století zdejší občané založili divadelní ochotnický spolek (1909), o deset let později (1919), byla ustavena místní jednota Sokola, která je dnes spolu s Obecním úřadem a hasiči pilířem obecního veřejného života. Knihovna byla zřízena roku 1921 z převážně knižních darů a sídlila v místnostech tehdejšího Obecního úřadu v domě starosty Jana Holého (čp. 78). V roce 2014 zde žilo 211 obyvatel.
Dne 25. dubna 2018 bylo schváleno usnesením výboru pro vědu, vzdělání, kulturu, mládež a tělovýchovu udělení znaku a vlajky obce.

## Pamětihodnosti
- Kaple na návsi
- Pomník padlým v 1. světové válce

## Galerie

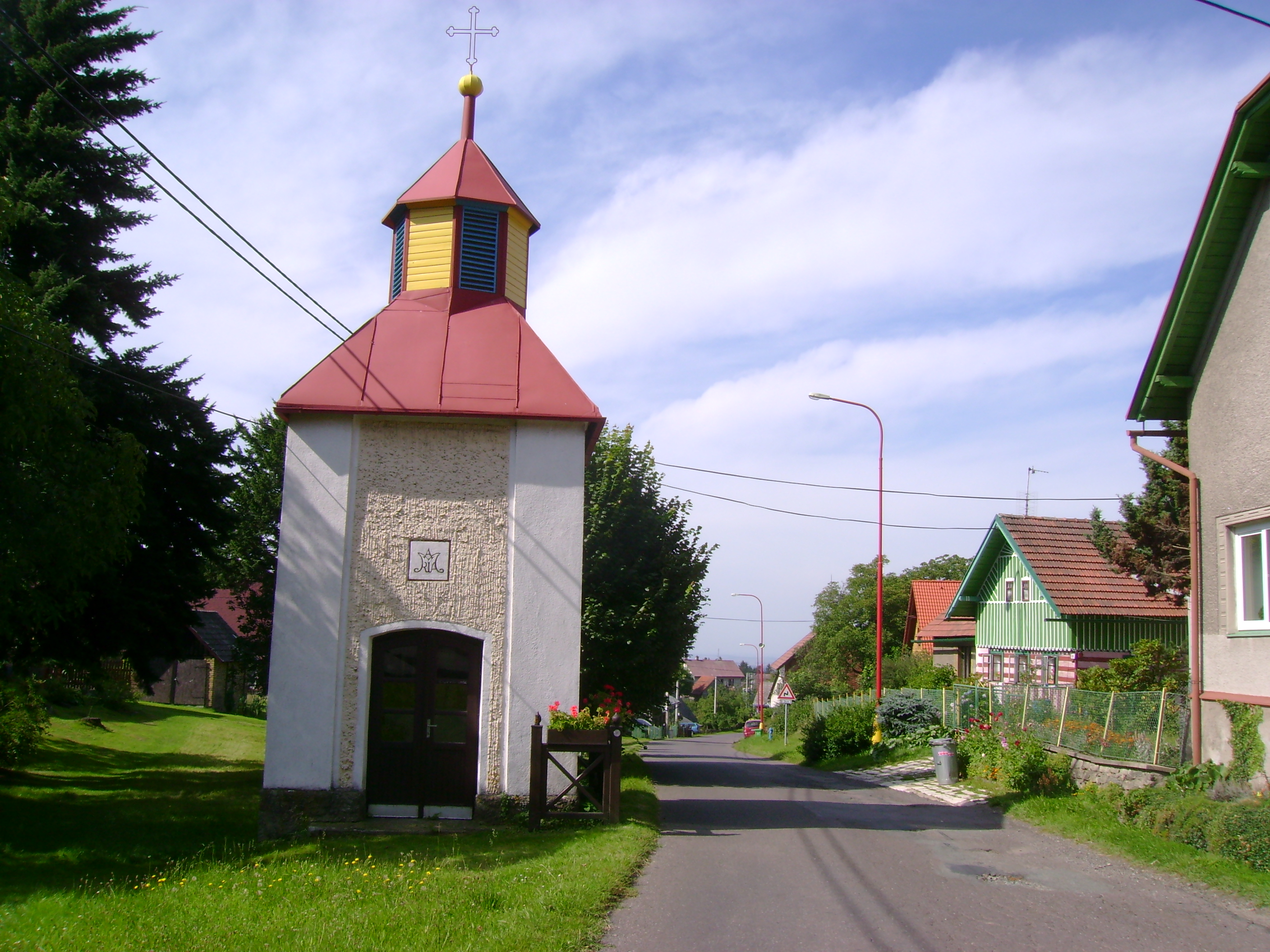
Kaple
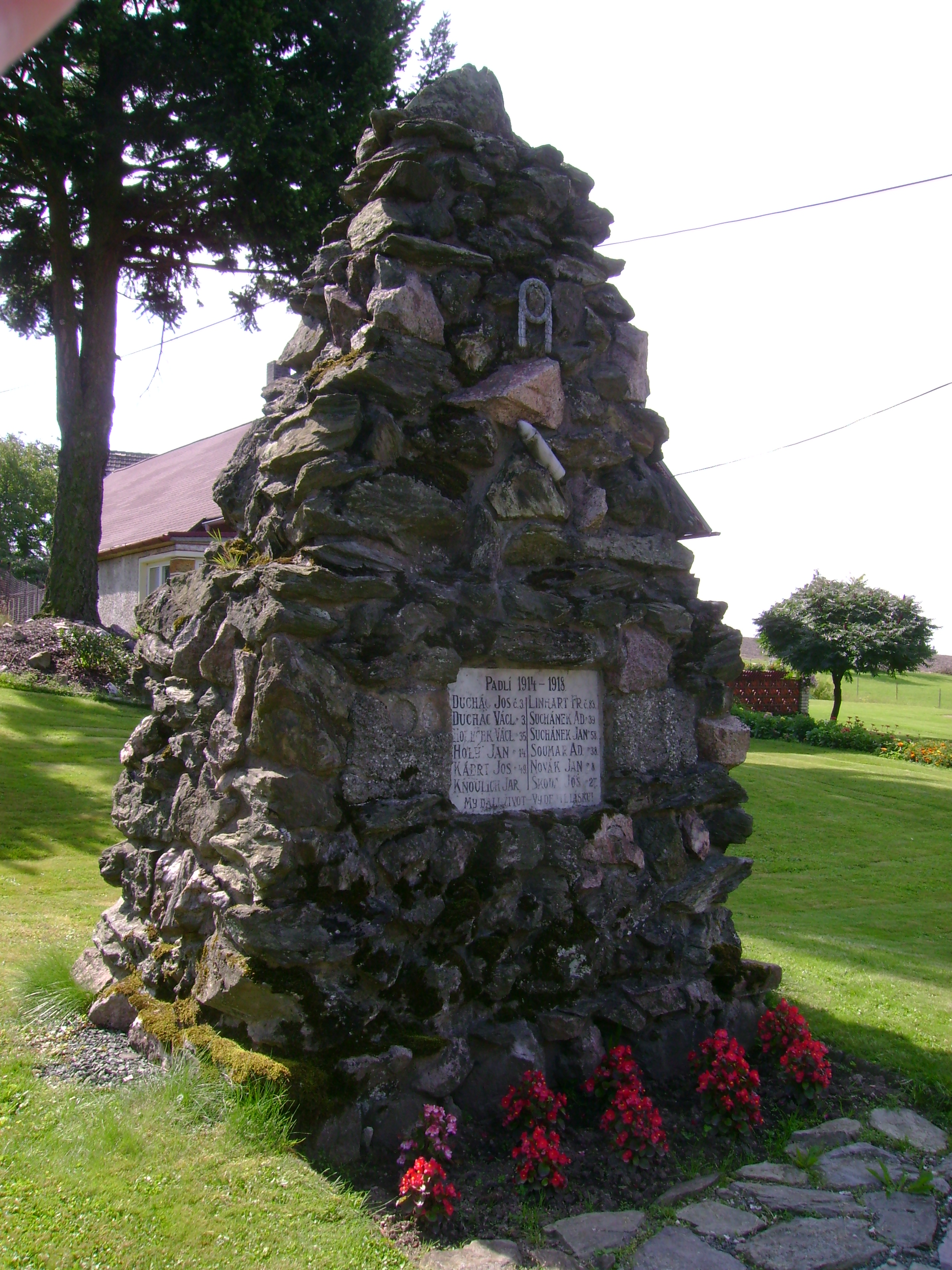
Pomník padlým
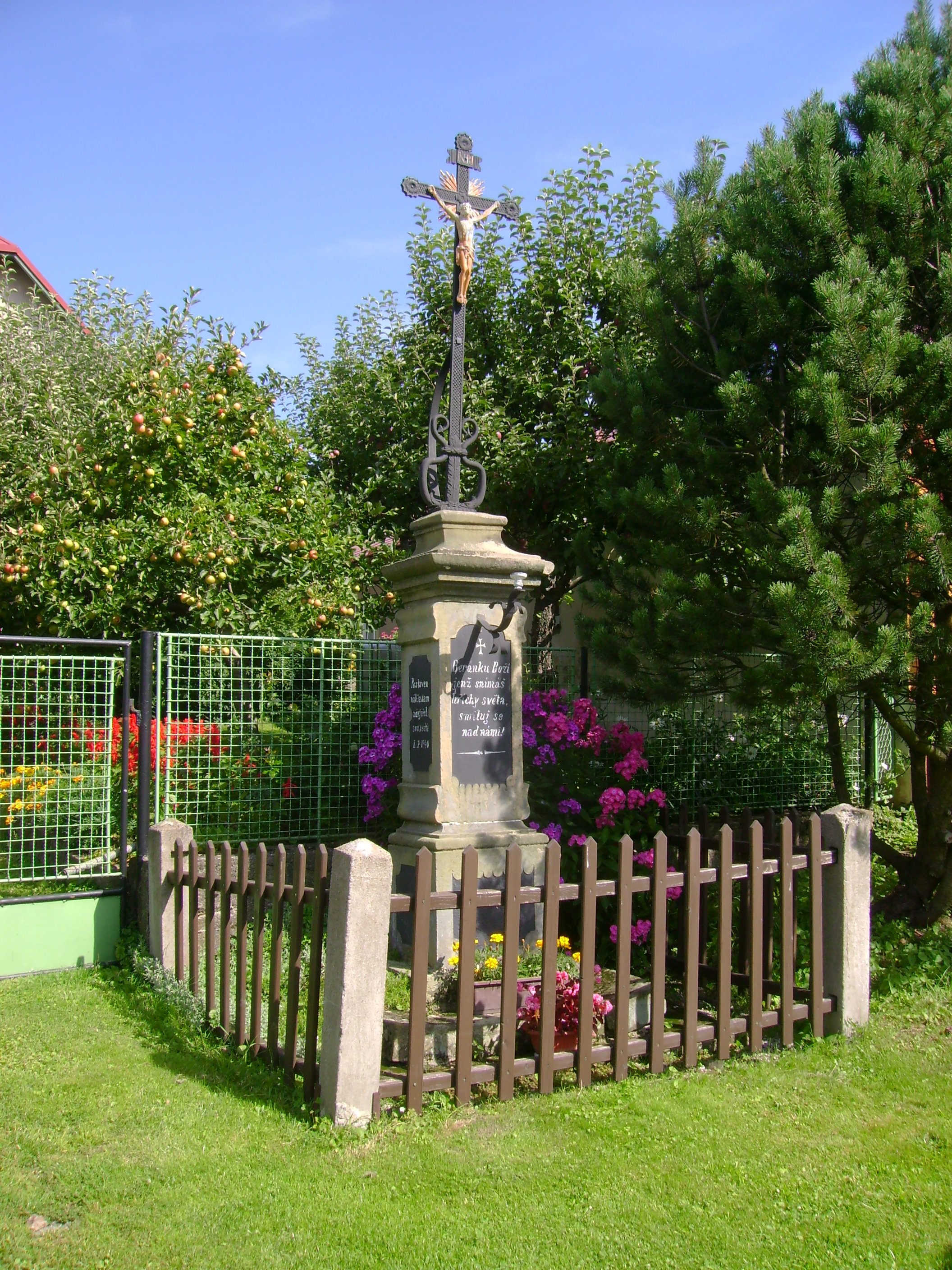
Kříž u domu čp. 45